# Lappo domkyrka

Lappo domkyrka är en kyrkobyggnad i den finländska staden Lappo i landskapet Södra Österbotten. Den är domkyrka för Lappo stift inom den evangelisk-lutherska kyrkan i Finland.
Kyrkan är församlingens femte kyrka och den tredje som byggts på den nuvarande platsen. Den stod färdig 1827 och byggdes efter ritningar av den tyskfödda arkitekten Carl Ludvig Engel. Kyrkans klockstapel byggdes i samband med den fjärde kyrkan och är från 1730. Altartavlan föreställer korsfästelsen och gjordes av Berndt Abraham Godenhjelm 1845. I kyrkan finns takmålningar som föreställer de fyra ryttarna från uppenbarelseboken, gjorda av Paavo Leinonen 1927. Leinonen planerade även kyrkans glasmålningar. Orgeln med sina 85 stämmor är Finlands största och tillverkades av Kangasala orgelfabrik 1938. Kyrkan rymmer cirka 1 300 personer.

## Galleri

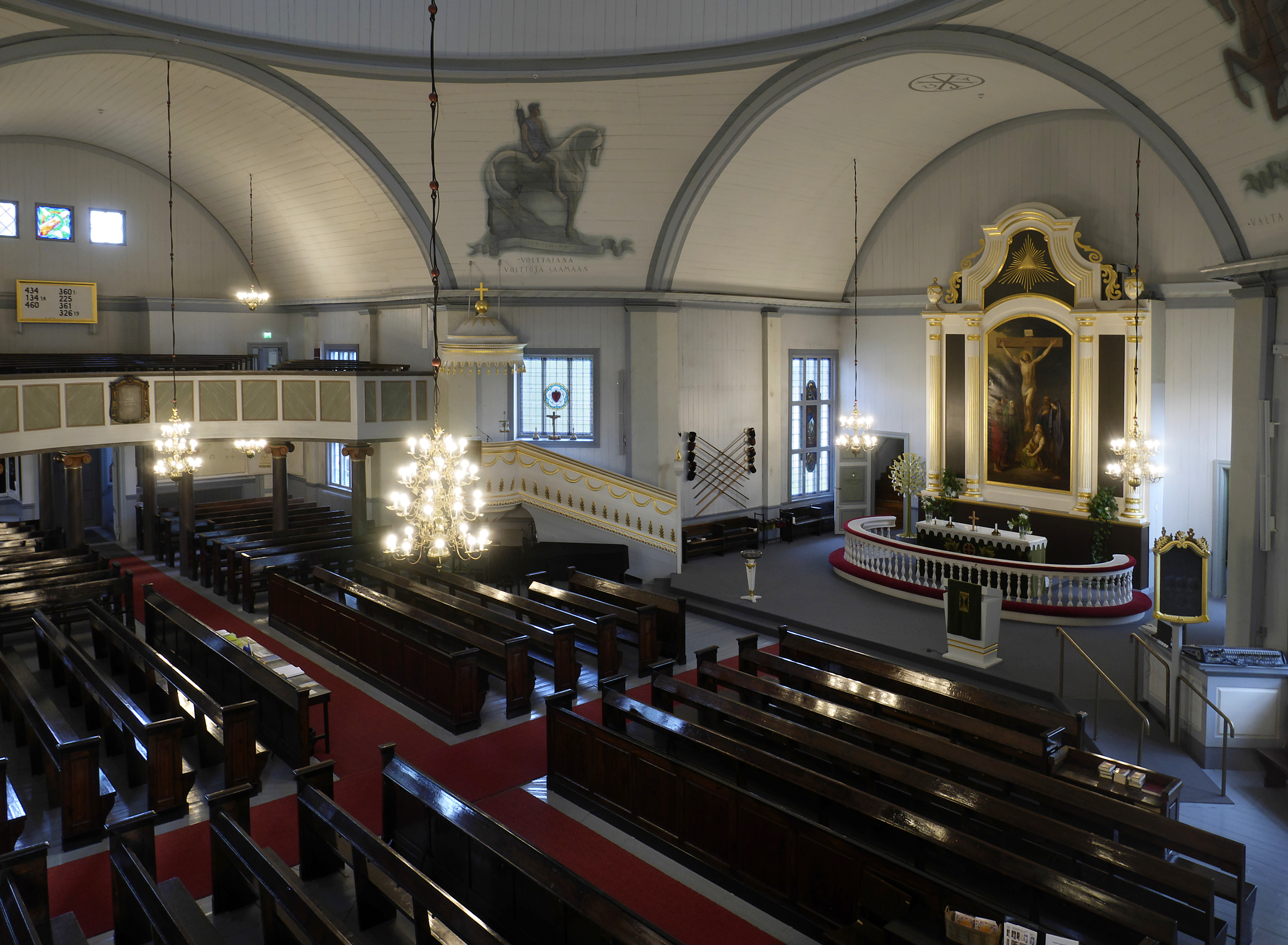
Interiör.
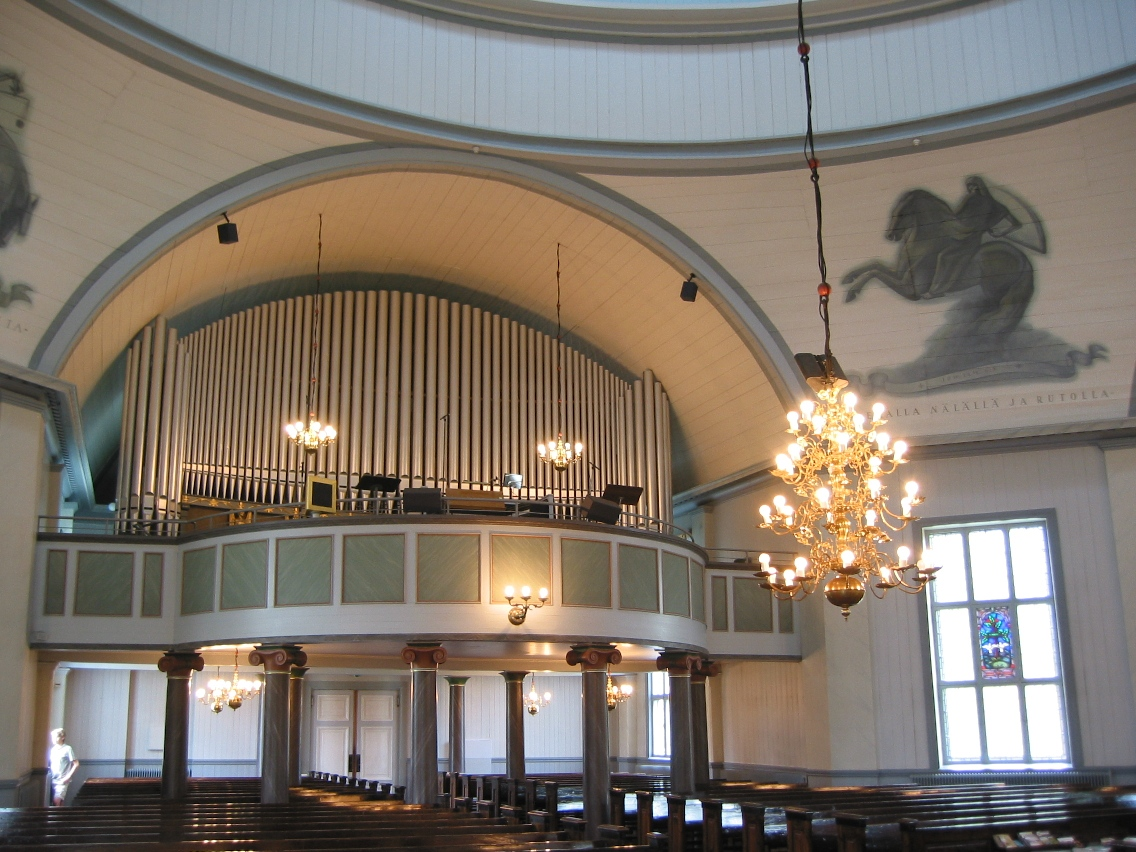
Orgeln.